# Сисой Великий

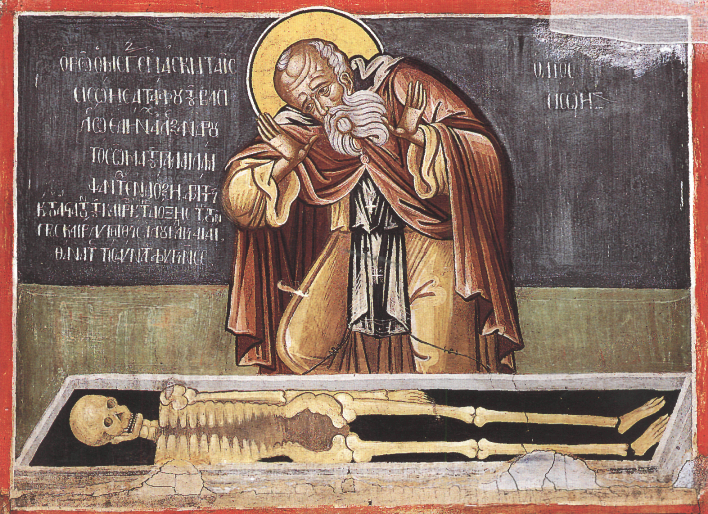
Авва Сисой перед гробницею Александра Македонського (фреска монастиря Варлаама, Метеори)

Сисой Великий (? — 429, Єгипет) — християнський святий, чернець-самітник, послідовник Антонія Великого. Пам'ять в Православній церкві звершується 6 липня (за юліанським календарем).

## Життєпис
За походженням Сисой був коптом, жив у Єгипетській пустелі у печері в котрій до нього проживав преподобний Антоній. Згідно з житієм, Сисой навчав смиренню та надії на милосердя Боже. Так на запитання чи достатньо року на покаяння для впавшого у гріх ченця Сисой відповів — «Я вірю в милосердя Чоловіколюбця Бога, і якщо людина покається усією душую, то Бог прийме її покаяння протягом трьох днів».
Житіє святого повідомляє про чудотворіння Сисоя, у тому числі про воскрешення ним померлого:

Йшов один мирянин зі своїм сином до авви Сисоя на гору авви Антонія. На шляху його син помер. Отець не засмутився, але з вірою приніс його до старця і впав перед ним, тримаючи сина, нібито кланяючись йому, щоби отримати благословення. Потім батько встав, залишивши сина у ніг старця, і вийшов з келії. Старець, думаючи, що син ще кланяєтся йому, говорить юнаку: «Встань і вийди звідси». Померлий відразу ж встав і вийшов. Отець, побачивши його, невимовно здивувався. Вернувшись до старця, він поклонився йому і розповів у чому справа. Старець, вислухавши, засмутився, бо не хотів цього. Учень його натомість заборонив мирянину розповідати про це аж до самої смерті старця.
Помер авва Сисой в 429 році в оточенні своїх учнів.